# Leeuwenhoekiidae
Leeuwenhoekiidae zijn  een familie van mijten. Bij de familie zijn 33 geslachten met circa 230 soorten ingedeeld.